# Un'ora sola vi vorrei
Un'ora sola vi vorrei è stato un programma televisivo italiano trasmesso in prima serata su Rai 2 dal 22 settembre 2020 al 14 febbraio 2022 con la conduzione di Enrico Brignano e la partecipazione della moglie, Flora Canto.

## Il programma
Il programma, in onda dagli Studios ITV Movie di via Tiburtina in Roma, consiste in un one man show del comico romano dalla durata di 60 minuti circa (da qui il titolo, che si rifà al brano Un'ora sola ti vorrei) nel quale si alternano gag, sketch, ospiti e soprattutto monologhi, prendendo spunto dall'analisi dei fatti principali della settimana attraverso un taglio satirico e divertente.
Ad affiancare il comico romano sono presenti la moglie Flora Canto, Alessandro Betti, Andrea Pirolli e Marta Zoboli. Completano il cast un corpo di ballo composto da otto ballerini e la resident band, di dieci elementi, diretta da Andrea Perrozzi. Nella band figurano Aidan Zammit (tastiere, arrangiamenti e voce), Pino Iodice (chitarre e arrangiamenti), Samantha Discolpa (voce), Jennifer Milan (voce), Irene Cedroni (voce), Alessandro Sanna (basso), Puccio Panettieri (batteria), Alessandro Chimienti (chitarre) e Luca Scorziello (percussioni).
Il programma vede inoltre la presenza del pubblico in studio, opportunamente distanziato nel rispetto delle norme in riguardanti l'emergenza sanitaria legata al COVID-19.
La prima edizione è andata in onda il martedì dal 22 settembre al 20 ottobre 2020 per cinque puntate.
La seconda edizione, intitolata Un'ora sola vi vorrei per le feste, è andata in onda il 22 e 29 dicembre 2020 per due puntate con il medesimo cast e in uno studio parzialmente rinnovato.
La terza edizione è andata in onda sempre il martedì dal 6 aprile al 18 maggio 2021 per sette puntate.
La quarta edizione è andata in onda dal 28 dicembre 2021 al 14 febbraio 2022 per sette puntate. Mentre le prime sei sono andate in onda il martedì, l'ultima è andata in onda di lunedì. A queste puntate, poi, sono seguite due puntate speciali, intitolate Booster Edition e andate in onda mercoledì 2 marzo e 9 marzo, con il meglio delle quattro edizioni.

## Edizioni
| Edizioni | Anno      | Conduzione      | Conduzione  | Periodo           | Periodo          | Puntate |
| Edizioni | Anno      | Conduzione      | Conduzione  | Inizio            | Fine             | Puntate |
| -------- | --------- | --------------- | ----------- | ----------------- | ---------------- | ------- |
| 1ª       | 2020      | Enrico Brignano | Flora Canto | 22 settembre 2020 | 20 ottobre 2020  | 5       |
| 2ª       | 2020      | Enrico Brignano | Flora Canto | 22 dicembre 2020  | 29 dicembre 2020 | 2       |
| 3ª       | 2021      | Enrico Brignano | Flora Canto | 6 aprile 2021     | 18 maggio 2021   | 7       |
| 4ª       | 2021-2022 | Enrico Brignano | Flora Canto | 28 dicembre 2021  | 14 febbraio 2022 | 7       |

## Puntate e ascolti

### Prima edizione (2020)
| Puntata | Messa in onda     | Ascolti        | Ascolti | Ospiti                                                                             |
| Puntata | Messa in onda     | Telespettatori | Share   | Ospiti                                                                             |
| ------- | ----------------- | -------------- | ------- | ---------------------------------------------------------------------------------- |
| 1       | 22 settembre 2020 | 2 002 000      | 8,60%   | Malika Ayane, Michael D'Arma                                                       |
| 2       | 29 settembre 2020 | 1 763 000      | 7,39%   | Tosca D'Aquino, Paola Minaccioni, Maira Ferrantino                                 |
| 3       | 6 ottobre 2020    | 1 814 000      | 7,43%   | Ludovica Di Donato, Alberto Francesco Mariano                                      |
| 4       | 13 ottobre 2020   | 1 783 000      | 7,25%   | Giampaolo Morelli, Andrea Delogu, Alessandro e Carlotta Pizzoni, Pasquale Bertucci |
| 5       | 20 ottobre 2020   | 1 552 000      | 6,17%   | Nina Zilli                                                                         |

### Seconda edizione (2020)
| Puntata | Messa in onda    | Ascolti        | Ascolti | Ospiti         |
| Puntata | Messa in onda    | Telespettatori | Share   | Ospiti         |
| ------- | ---------------- | -------------- | ------- | -------------- |
| 1       | 22 dicembre 2020 | 1 500 000      | 5,75%   | Mario Biondi   |
| 2       | 29 dicembre 2020 | 2 068 000      | 8,00%   | Nicola Piovani |

### Terza edizione (2021)
| Puntata | Messa in onda  | Ascolti        | Ascolti | Ospiti                           |
| Puntata | Messa in onda  | Telespettatori | Share   | Ospiti                           |
| ------- | -------------- | -------------- | ------- | -------------------------------- |
| 1       | 6 aprile 2021  | 1 816 000      | 6,70%   | Nina Zilli                       |
| 2       | 13 aprile 2021 | 1 548 000      | 5,80%   | Casadilego                       |
| 3       | 20 aprile 2021 | 1 689 000      | 6,60%   | Nina Zilli                       |
| 4       | 27 aprile 2021 | 1 614 000      | 6,20%   | Clementino, Oscar Farinetti      |
| 5       | 4 maggio 2021  | 1 804 000      | 6,90%   | Oliver Onions, Stash Fiordispino |
| 6       | 11 maggio 2021 | 1 735 000      | 6,90%   | Max Pezzali, Lillo, Carolina Rey |
| 7       | 18 maggio 2021 | 1 464 000      | 6,10%   | Nina Zilli                       |

### Quarta edizione (2021-2022)
| Puntata                                 | Messa in onda    | Ascolti        | Ascolti | Ospiti                                   |
| Puntata                                 | Messa in onda    | Telespettatori | Share   | Ospiti                                   |
| --------------------------------------- | ---------------- | -------------- | ------- | ---------------------------------------- |
| 1                                       | 28 dicembre 2021 | 1 719 000      | 7,70%   | Stefano De Martino, Federico Zampaglione |
| 2                                       | 4 gennaio 2022   | 1 713 000      | 7,40%   | Peppe Barra, Andrea Sannino              |
| 3 - Homemade Edition                    | 11 gennaio 2022  | 1 479 000      | 6,40%   | Beppe Braida                             |
| 4                                       | 18 gennaio 2022  | 1 671 000      | 6,80%   | Gaia                                     |
| 5                                       | 25 gennaio 2022  | 1 333 000      | 5,90%   | Luca Barbarossa                          |
| 6                                       | 8 febbraio 2022  | 1 146 000      | 4,80%   | Mogol, Paola Turci                       |
| 7 - Love Edition                        | 14 febbraio 2022 | 1 177 000      | 5,00%   | Arisa                                    |
| Un'ora sola vi vorrei - Booster Edition | 2 marzo 2022     | 1 042 000      | 4,50%   | Giuseppe Giacobazzi                      |
| Un'ora sola vi vorrei - Booster Edition | 9 marzo 2022     | 1 292 000      | 5,90%   | –                                        |

## Audience
| Edizione | Rete televisiva | Anno      | Stagione  | Programmazione | Programmazione | Programmazione | Programmazione | Programmazione | Programmazione | Programmazione | Collocazione | Telespettatori | Share | Premiere       | Premiere | Finale         | Finale |
| Edizione | Rete televisiva | Anno      | Stagione  | L              | M              | M              | G              | V              | S              | D              | Collocazione | Telespettatori | Share | Telespettatori | Share    | Telespettatori | Share  |
| -------- | --------------- | --------- | --------- | -------------- | -------------- | -------------- | -------------- | -------------- | -------------- | -------------- | ------------ | -------------- | ----- | -------------- | -------- | -------------- | ------ |
| 1ª       | Rai 2           | 2020      | autunno   |                |                |                |                |                |                |                | Prima serata | 1 783 000      | 7,37% | 2 002 000      | 8,60%    | 1 552 000      | 6,17%  |
| 2ª       | Rai 2           | 2020      | inverno   | 1 784 000      | 6,87%          | 1 500 000      | 5,75%          | 2 068 000      | 8,00%          |                | Prima serata |                |       |                |          |                |        |
| 3ª       | Rai 2           | 2021      | primavera | 1 667 000      | 6,46%          | 1 816 000      | 6,70%          | 1 494 000      | 6,10%          |                | Prima serata |                |       |                |          |                |        |
| 4ª       | Rai 2           | 2021-2022 | inverno   |                |                | 1 462 000      | 6,29%          | 1 719 000      | 7,70%          | 1 177 000      | Prima serata | 5,00%          |       |                |          |                |        |